# Poiana lui Stângă
Poiana lui Stângă – wieś w Rumunii, w okręgu Giurgiu, w gminie Vânătorii Mici. W 2011 roku liczyła 748 mieszkańców.